# Zyras funestus
Zyras funestus är en skalbaggsart som först beskrevs av Johann Ludwig Christian Gravenhorst 1806.  Zyras funestus ingår i släktet Zyras, och familjen kortvingar. Arten är reproducerande i Sverige.